# Miltochrista ziczac
Miltochrista ziczac är en fjärilsart som beskrevs av Walker 1856. Miltochrista ziczac ingår i släktet Miltochrista och familjen björnspinnare. Inga underarter finns listade i Catalogue of Life.